# Lilia Berthely Jiménez
Lilia Caritina Berthely Jiménez (Tlacotalpan, Veracruz, 4 de octubre de 1919-1 de julio de 2015) fue una educadora, académica y política mexicana.

## Biografía
Inició su educación básica en la escuela "Enrique C. Rébsamen" de Xalapa, posteriormente egresó como profesora de Educación Primaria y Secundaria de la Escuela Normal Superior de Cuautla, e donde . Tenía tres maestrías: en Lengua y Literatura Española, en Geografía, y en Ciencias de la Educación; así como un doctorado en Pedagogía con especialidad en Psicología. Fue profesora en escuelas secundarias y prepatorias del Distrito Federal y en la Escuela Normal Superior impartió las materiales de español, literatura española, psicología general y pedagogía; y en el Instituto Politécnico Nacional fue maestra y directora de cursos de psicología durante nueve años.
Miembro del entonces Partido Nacional Revolucionario —antecesor del Partido Revolucionario Institucional (PRI)— desde 1936, fue delegada en Veracruz de la Juventud Revolucionaria Mexicana en 1938 y secretaria de Finanzas del comité nacional de la Federación Nacional de Estudiantes de 1940 a 1942. 
De 1949 a 1951 fue jefa de la oficina de delegados de México ante la Organización de las Naciones Unidas para la Educación, la Ciencia y la Cultura (UNESCO), de 1951 a 1952 fue directora de la oficina técnica y de 1952 a 1954 subdirectora general del departamento de Incorporación de Secundarias Particulares, en 1954 subdirectora General y de 1954 a 1959 directora general de Alfabetización y Educación Extraescolar, los últimos cuatro cargos en la Secretaría de Educación Pública (SEP) siendo titular de la misma José Ángel Ceniceros. 
De 1959 a 1964 fue directora general de Servicios Especializados en la Procuraduría General de Justicia del Distrito y Territorios Federales cuando su titular era Fernando Román Lugo, y directora general de Inspección General en la Secretaría de Comunicaciones y Transportes de 1964 a 1969 bajo ) del PRI.
En 1973 fue elegida diputada federal por el Distrito 8 de Veracruz a la XLIX Legislatura que concluyó en 1976. Durante este periodo ocupó también el cargo de delegada de la Confederación Nacional de Organizaciones Populares en Aguascalientes en 1974.
De forma posterior ocupó los cargos de subdirectora general de Servicios Sociales del Instituto de Seguridad y Servicios Sociales de los Trabajadores del Estado, delegada política en Iztapalapa, Distrito Federal, delegada de la SEP en Querétaro y presidenta de la Federación Nacional de Asociaciones de Funcionarias y Exfuncionarias Públicas de México. En 1979 fue consejera del entonces recién creado Instituto Nacional de la Senectud (INSEN) y presidió durante 24 años el subcomité de Bioética del Comité Nacional de Atención al Envejecimiento en el seno de la Secretaría de Salud, e integrante, hasta su fallecimiento el día 1 de julio de 2015, del Consejo Interinstitucional de Adultos Mayores en el Instituto Nacional de las Personas Adultas Mayores, sucesor del INSEN.